# جورج ام کوهن
جورج ام کوهن (انگلیسی: George M. Cohan؛ ۳ ژوئیهٔ ۱۸۷۸ – ۵ نوامبر ۱۹۴۲) یک هنرپیشه، خواننده، و آهنگساز اهل ایالات متحده آمریکا بود.